# (1001) Gaussia
(1001) Gaussia ist ein Asteroid des Hauptgürtels, der am 8. August 1923 vom russischen Astronomen Sergei Iwanowitsch Beljawski am Krim-Observatorium in Simejis entdeckt wurde.
Der Asteroid wurde nach dem deutschen Mathematiker Carl Friedrich Gauß benannt.